# Бездомов, Григорий Андреевич
Григорий Андреевич Бездомов (5 [18] августа 1906, Бисерова, Пермская губерния — 13 октября 1981, Челябинск) — советский государственный и политический деятель, председатель Челябинского областного исполнительного комитета.

## Биография
Григорий Бездомов родился 5 (18) августа 1906 года в деревне Бисерова Бугаевской волости Шадринского уезда Пермской губернии, ныне деревня входит в Катайский муниципальный округ Курганской области.
Трудовую деятельность начал в 1920 году в коммуне «Прогресс».
В 1923 году окончил Свердловскую школу советского и партийного строительства 2-й ступени и продолжал работать в коммуне.
В 1925 году вступил в ВКП(б), в 1952 году партия переименована в КПСС.
С 1926 года — на общественной и политической работе. В 1926—1961 годах — на комсомольской работе,
В 1928 году призван в Рабоче-крестьянскую Красную Армию, принимал участие в ликвидации контрреволюционных выступлений в Закавказье.
В 1929—1931 годах ответственный секретарь полкового бюро ВЛКСМ 6-го кавалерийского полка ОГПУ. После окончания подготовительных курсов в 1931 году поступил в Уральский машиностроительный институт в Свердловске и окончил 3 курса.
В 1933 году направлен заместителем начальника Политического отдела Калиновского совхоза Камышловского района Уральской (затем Свердловской) области.
С 1937 по февраль 1939 года был первым секретарём Камышловского районного комитета ВКП(б).
С 1939 по 1943 год был первым секретарём Глядянского районного комитета ВКП(б), затем начальником Политического сектора Челябинского областного земельного отдела.
В 1943 назначен ответственным секретарём Исполнительного комитета Челябинского областного Совета, а затем 1-м секретарём Варненского райкома ВКП(б).
В 1946—1949 годах — 3-й секретарь Челябинского обкома ВКП(б).
5 июля 1949 года избран председателем исполнительного комитета Челябинского областного Совета депутатов трудящихся.
С 1961 года пенсионер.
Избирался депутатом Верховного Совета РСФСР 3-го созыва, Верховного Совета СССР 4-го и 5-го созывов, делегатом XIX, XX и XXI съездов КПСС.
Григорий Андреевич Бездомов умер 13 октября 1981 года в городе Челябинске Челябинской области.

## Награды
- Орден Ленина
- Орден Трудового Красного Знамени
- Медаль «За трудовую доблесть»
- Большая золотая медаль ВСХВ СССР (26.11.1956)
- Малая золотая медаль ВДНХ СССР (12.07.1960)